# Divina Misericordia
La Divina Misericordia es una forma de compasión por parte de Dios, un acto de gracia basado en la confianza o el perdón. 

## Etimología
En la Biblia, la misericordia divina proviene de la palabra hebrea jesed, que puede traducirse como "gran misericordia", "bondad", "bondad amorosa", "misericordia", "alianza fidelidad", "favor", "gracia" o "amor y misericordia".

## Doctrina

### Antiguo Testamento

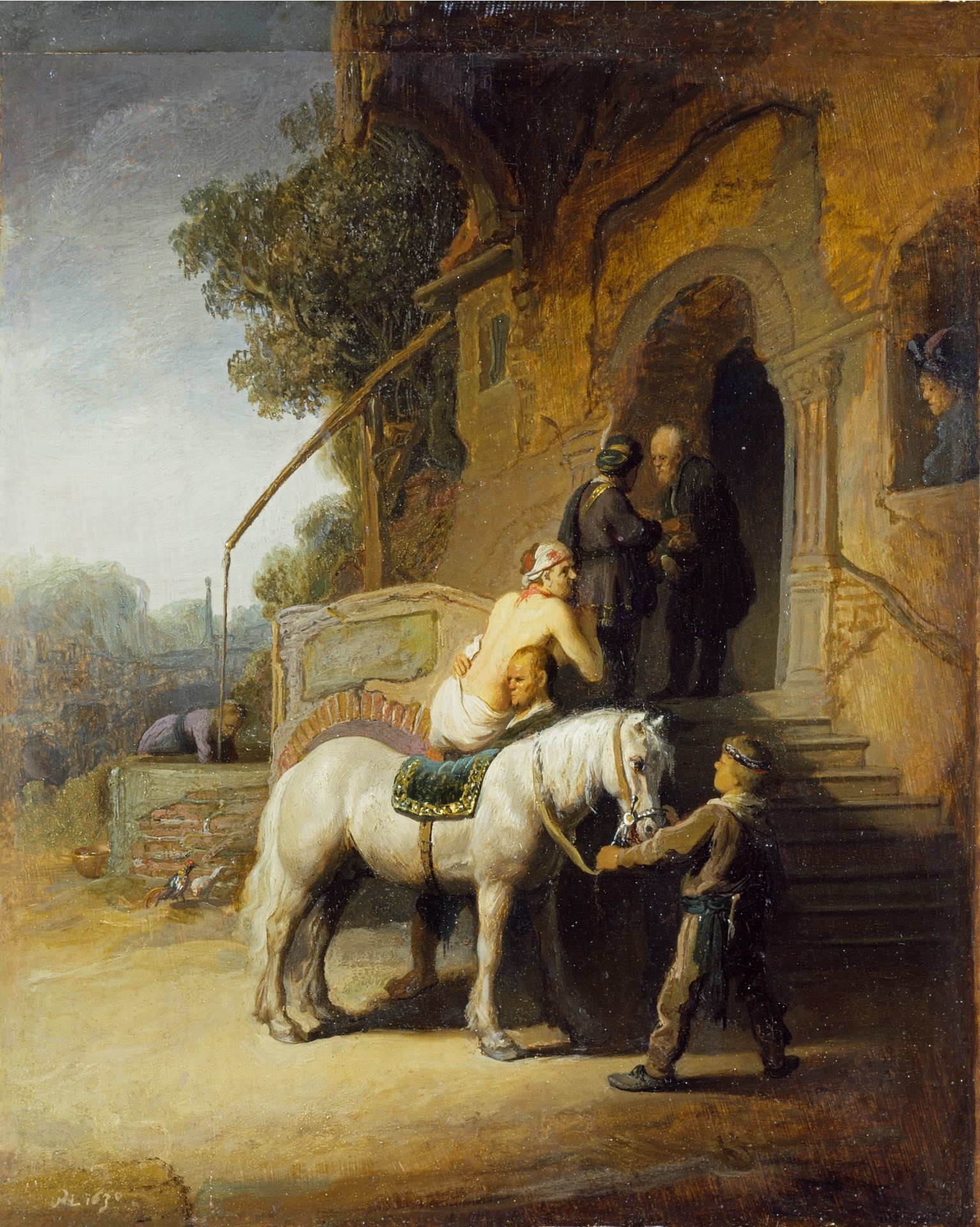
El Buen samaritano por Rembrandt, 1633.

La palabra hebrea rah'amim (רחמים) denota un acto de gracia basado en la confianza, en una relación mutua entre dos personas que tienen obligaciones que cumplir resultantes de sus compromisos.

### Nuevo Testamento

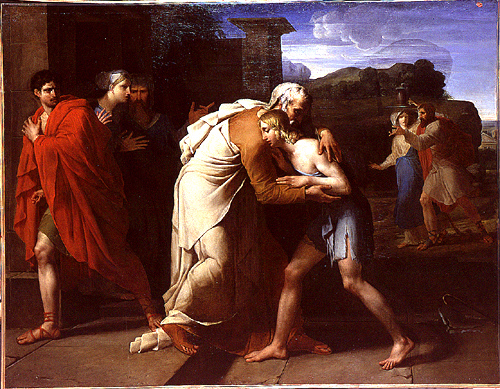
El regreso del hijo pródigo por Félix Boisselier, 1806.

En el Sermón del Monte,  Jesús dijo de los misericordiosos que recibirán misericordia de Dios y dio ejemplos en la  parábola del Buen Samaritano y la parábola del siervo implacable.

## Catolicismo
La Iglesia católica enfoca en la misericordia de Dios su poder, particularmente a través de una acción de confianza en la pasión de Jesús que fue el precio ya pagado por nuestros pecados, y que si confiamos verdaderamente en Jesús nuestros pecados nos serán perdonados; Jesús no será nuestro juez sino nuestro Salvador misericordioso.
Más que una mera devoción es un género de la vida cristiana. Se expresa mediante actos interiores (actitudes del alma respecto a la Misericordia del Salvador y de la confianza en Dios) como exteriores: la veneración de la imagen, la hora de la misericordia, el rezo de determinadas oraciones (la llamada Coronilla), la fiesta de la Divina Misericordia y los actos de misericordia con el prójimo.

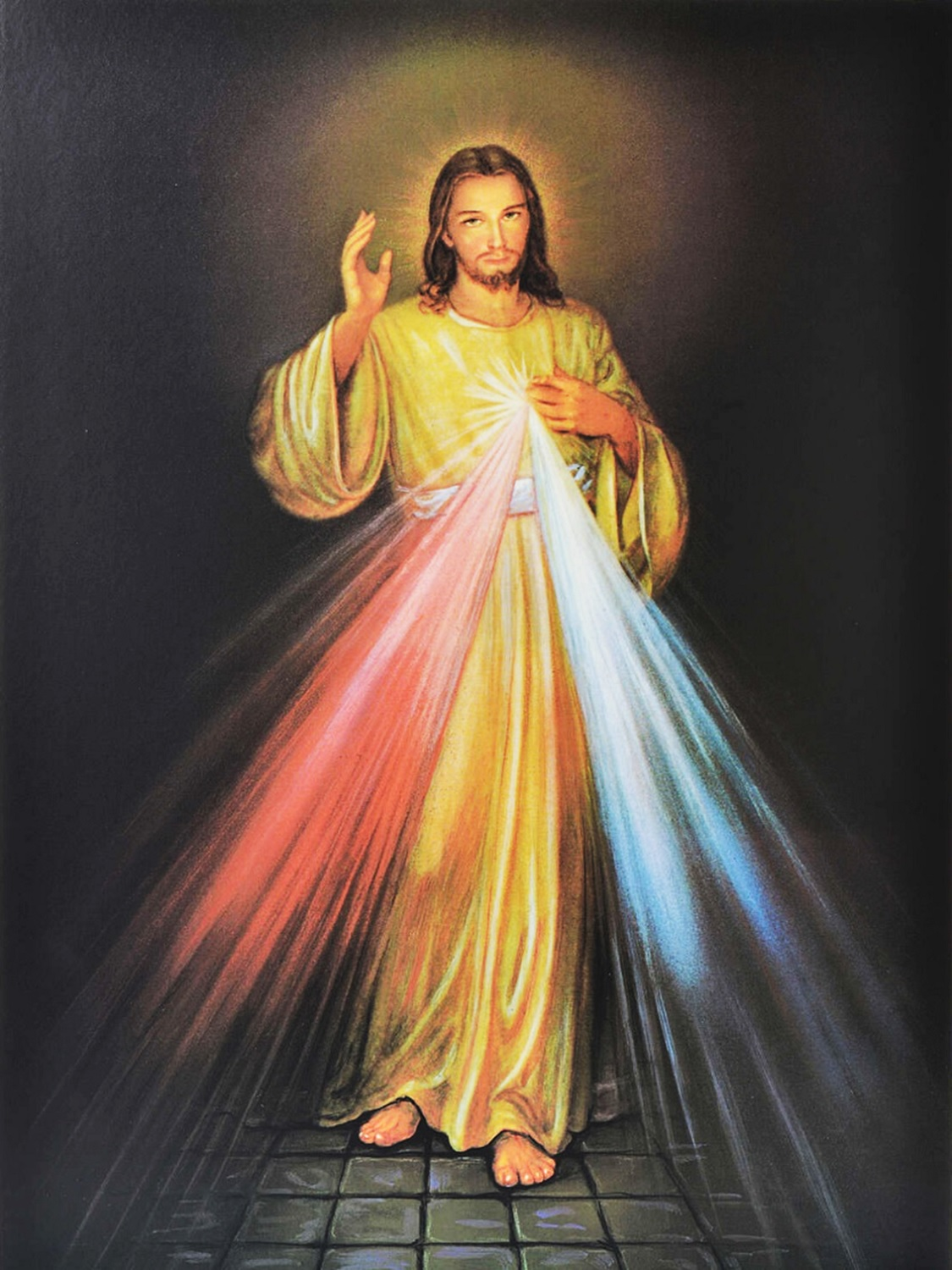
Imagen de la Divina Misericordia, en esta versión de autor anónimo.

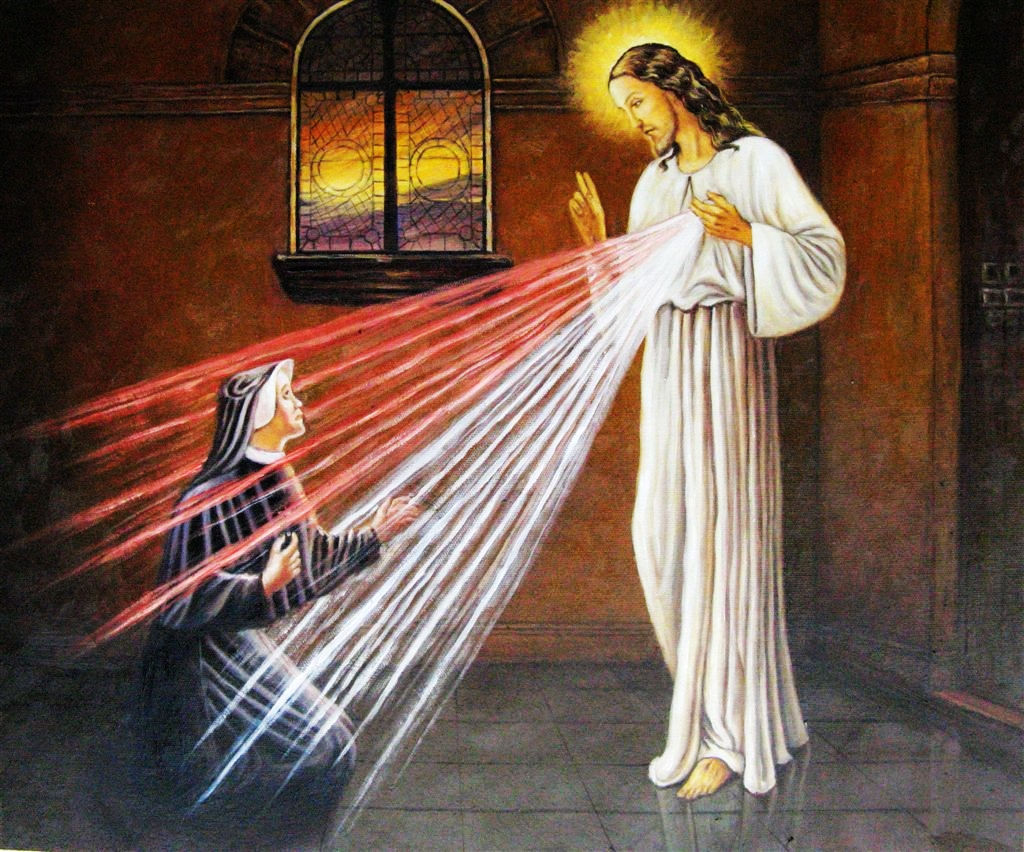
Pintura representando la aparición de Jesús a Sor Faustina Kowalska

La devoción como hoy es conocida, fue esparcida por medio del diario de la monja polaca, Santa Faustina Kowalska, conocida como "Apóstol de la Misericordia", donde narra las conversaciones místicas que tuvo con Jesucristo, puestas en forma de diario a petición de su confesor, el beato Michał Sopoćko, y de Jesucristo mismo. La devoción se propagó después de los desplazamientos de polacos por la Segunda Guerra Mundial.
Después de un período de cuestionamiento oficial, esta devoción recibió un gran impulso durante el pontificado de Juan Pablo II, quien proclamó la fiesta de la Divina Misericordia, a celebrarse todos los años el primer domingo después de Pascua, el 30 de abril de 2000, al canonizar a santa Faustina.
Esta devoción considera que la principal prerrogativa de Jesús es la misericordia y que es la última tabla de salvación. Se accede a la misericordia por la confianza. Esta devoción está integrada por el mensaje de la divina misericordia, la coronilla de la Divina Misericordia, la imagen de la Divina Misericordia, la Fiesta y hora de la misericordia (las 15 h.).
En su diario, Santa Faustina escribió que Jesús le dijo:
- Toda alma que cree y tiene confianza en Mi Misericordia, la obtendrá.
- La última tabla de salvación es recurrir a Mi Misericordia.
- Yo soy el amor mismo y la misma misericordia.
- Las almas que veneran Mi misericordia, brillarán con un resplandor especial en la vida futura. Ninguna de ellas irá al fuego del Infierno. Defenderé, de modo especial, a cada una, en la hora de la muerte.
- A las almas que propagan la devoción a mi Misericordia, las protejo durante toda su vida, como una madre cariñosa a su hijo recién nacido. A la hora de la muerte, no seré para ellos Juez, sino su Salvador Misericordioso.
- Que no tema acercarse a Mí el alma débil, pecadora. Aunque tuviera más pecados que granos de arena hay en la tierra, todo desaparecerá en el abismo de Mi Misericordia.
- No puedo castigar, aún al pecador más grande, si él suplica Mi Compasión; sino que lo justifico en Mi insondable e impenetrable Misericordia.
- Quien no quiera pasar por la puerta de Mi Misericordia, tendrá que pasar por la puerta de Mi Justicia.
- Quien rezare la coronilla "una sola vez", tendrá, a la hora de su muerte, Mi Misericordia infinita.
- Cuando una persona (un alma) exalta Mi Bondad, Satanás tiembla y huye, lleno de rabia, al fondo del Infierno.

## Fiesta de la Misericordia

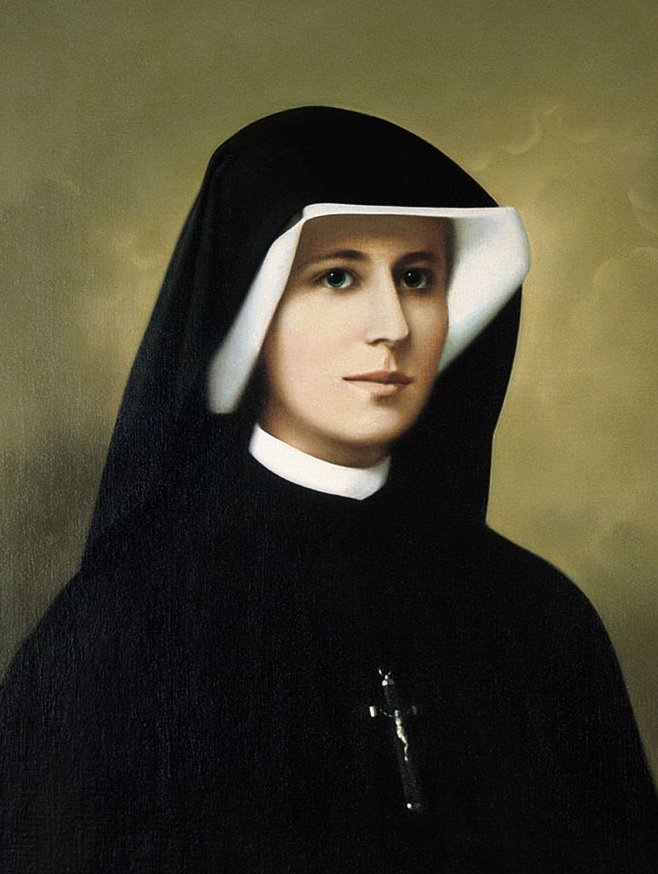
Santa María Faustina Kowalska, la monja polaca a quien Jesucristo reveló la devoción de la Divina Misericordia.

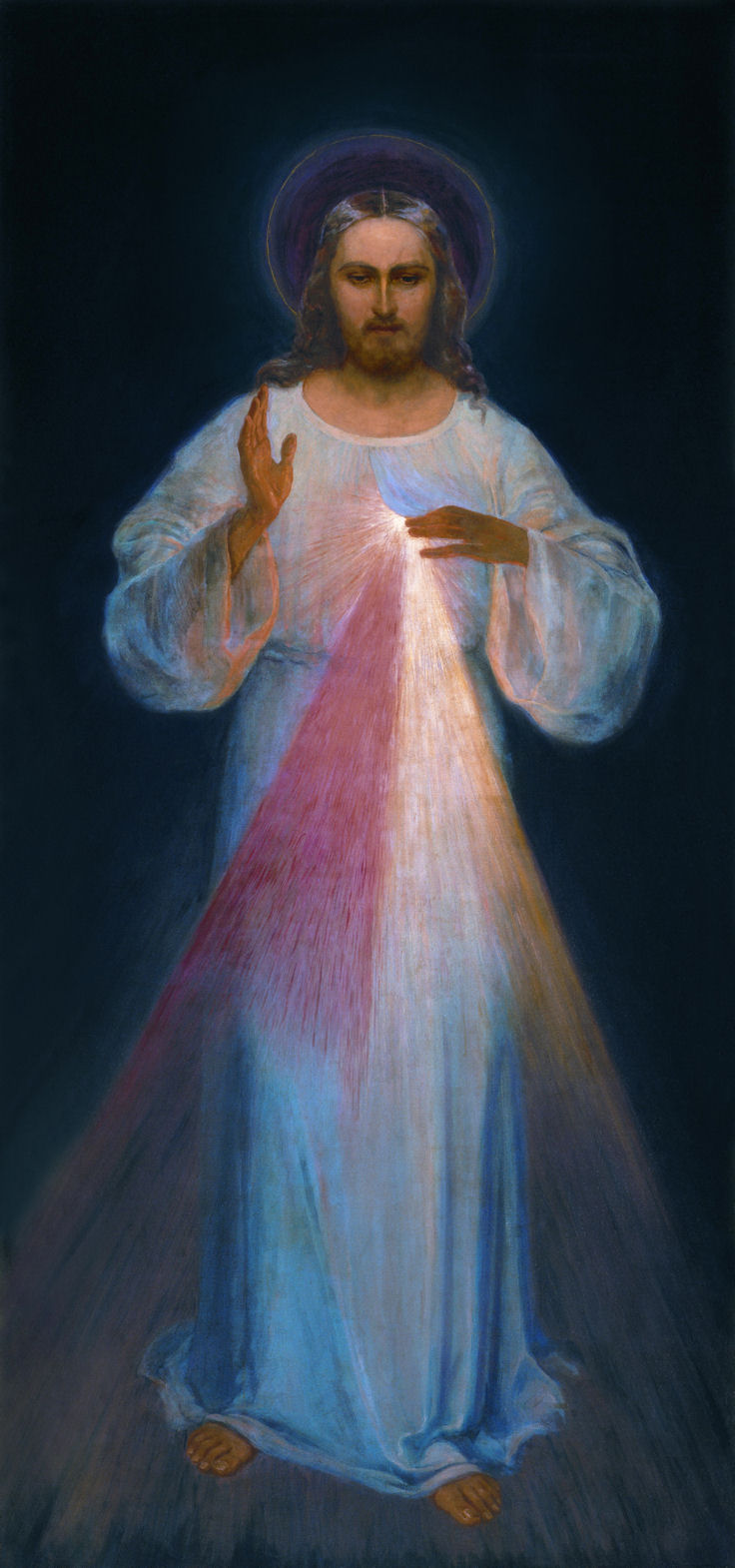
Primera imagen de Jesús de la Misericordia que mandó pintar Faustina Kowalska, (1934).

La Fiesta de la Divina Misericordia ocurre el domingo siguiente a la Pascua de Resurrección y cumple la misma función que la Solemnidad de Santa María, Madre de Dios, siendo el último día de la Octava de Pascua entre finales de marzo hasta principios de mayo. Jesús prometió a Santa Faustina su misericordia: el perdón total de los pecados y penas a quien ese día se confiese y comulgue. Esto significa que la persona si se confiesa y comulga en ese día gana inmediatamente indulgencia plenaria, y obtiene el perdón total de la penas y culpas merecidas por haber pecado, o sea, es decir que al perdonar todos los pecados, y no hay penas que purgar en el purgatorio. Esta fiesta ha sido declarada oficial en la liturgia por la Iglesia católica de rito romano el 30 de abril del año 2000 (El mismo día que el papa Juan Pablo II declaró Santa a María Faustina Kowalska, la apóstol de la Divina Misericordia).
Santa Faustina Kowalska escribió en su diario, en relación con la fiesta, las siguientes palabras que ella experimentó en su interior que Jesús le decía:

Deseo que la Fiesta de la Misericordia sea refugio y amparo para todas las almas, especialmente para los pobres pecadores. En ese día se abrirán las puertas de Mi Misericordia. Derramo todo un mar de  gracias sobre las almas que se acercan a la fuente de Mi Misericordia. El alma que se confiese y reciba la Santa Comunión obtendrá el perdón total de las culpas y de las penas.  En ese día están abiertas todas las compuertas divinas a través de las cuales fluyen las gracias. 
Que ningún alma tema acercarse a Mi, aunque sus pecados sean como escarlata. [...] Esta fiesta, nacida de lo íntimo de Mi Misericordia, queda confirmada en sus profundidades. [...] Hija Mía, di que esta fiesta ha brotado de las entrañas de Mi Misericordia para el consuelo del mundo entero.
 Diario 699, 420, 1517

Esta  gracia, como explica el padre profesor Ignacy Różycki, es mayor que la indulgencia plenaria:

Consiste sólo en el perdón de las penas temporales debidos a los pecados cometidos, pero nunca se trata del perdón de las culpas mismas. Esta gracia particular también es mayor que los seis sacramentos, excepto el sacramento del santo Bautismo; esto es así porque el perdón de todas las culpas y penas es sólo una gracia sacramental reservada al sacramento del bautismo. En cambio, en las promesas de Jesús vinculadas con la Fiesta, el Señor asoció el perdón de culpas y penas a la Santa Comunión recibida el día de la fiesta, es decir, al hecho de comulgar en la Fiesta de la Misericordia; con ello, Jesús elevó la Sagrada Comunión recibida en este día al rango de un “segundo bautismo”.

## La hora de la Misericordia
La hora de la Misericordia es a las 3 de la tarde, la hora en que murió Jesús. Santa Faustina escribió en relación con ella las siguientes palabras de Jesús en su diario:

En esta hora nada le será negado al alma que lo pida por los méritos de Mi Pasión. [...] Cuantas veces oigas el reloj dando las tres, sumérgete totalmente en Mi Misericordia, adorándola y glorificándola; suplica su omnipotencia para el mundo entero y especialmente para los pobres pecadores, ya que en ese momento se abrió de par en par para cada alma. [...] En esa hora se estableció la  gracia para el mundo entero: la Misericordia triunfó sobre la justicia.
Diario 1320, 1572

## Coronilla a la Divina Misericordia
Esto es una oración para rezarla con las cuentas del rosario:

Oh que enorme caudal de Gracias derramaré sobre las almas que recen esta coronilla: las entrañas de mi Misericordia se enternecen por aquellos que rezan la coronilla. Anota estas palabras, hija mía, habla al mundo de mi Misericordia. Que toda la humanidad conozca mi insondable Misericordia. Es la señal de los últimos tiempos, después de ella vendrá el día de la justicia. Cuando todavía queda tiempo, recurran al manantial de mi Misericordia; que aprovechen de la Sangre y el Agua que brotó para ellos.
Diario 848

Mi Misericordia es mas grande que tus miserias y de aquellas del mundo entero. ¿Quién ha medido mi bondad? Por ti he bajado del cielo a la tierra, por ti me he dejado poner en la Cruz, por ti he permitido que fuera abierto con una lanza mi Sagrado Corazón y he abierto para ti una fuente de Misericordia. Ven y toma de las Gracias de esta fuente con el recipiente de la confianza. No rechazaré jamás un corazón que se humilla, tu miseria será hundida en el abismo de mi Misericordia.
Diario 1485

## Santuarios

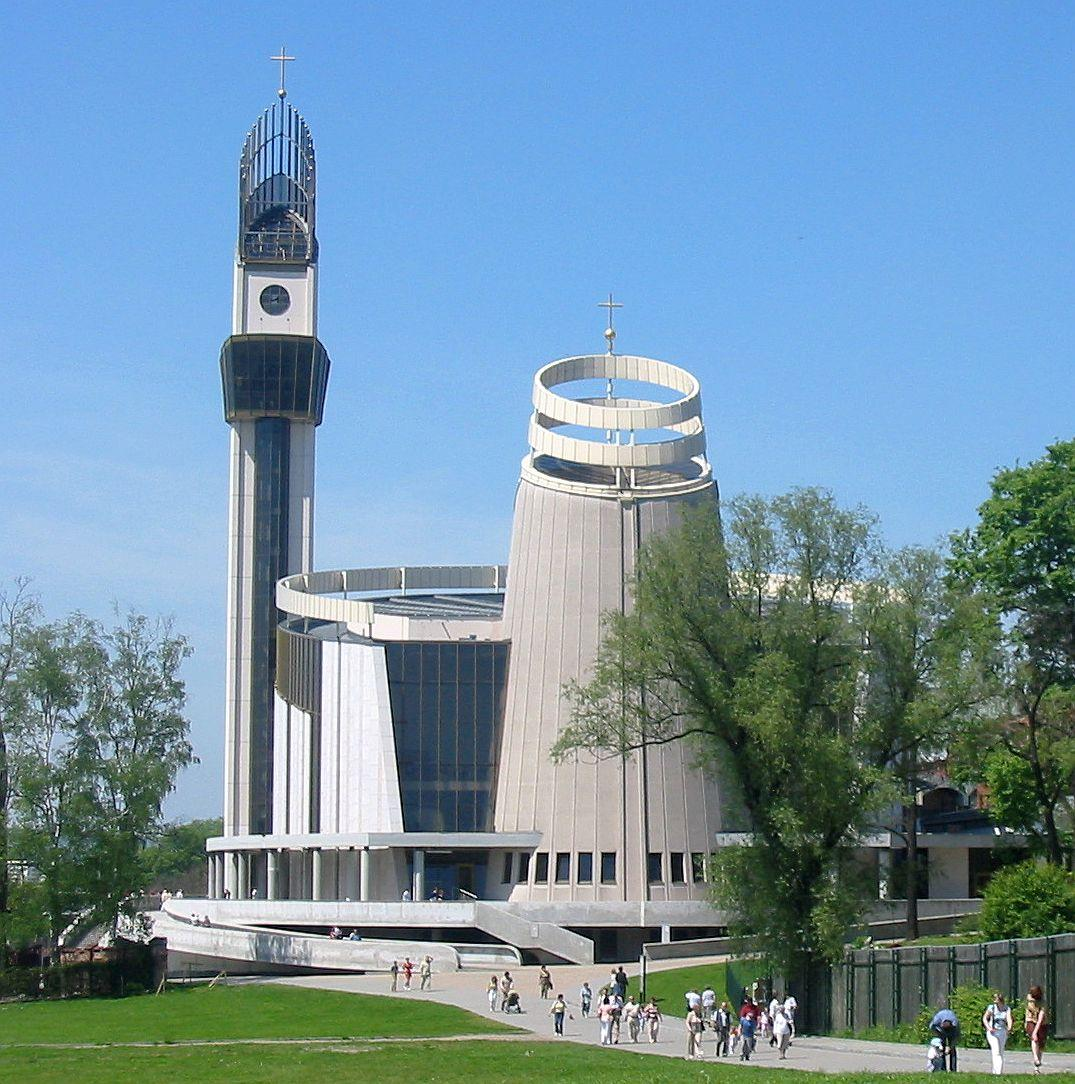
Santuario de la Divina Misericordia de Cracovia.
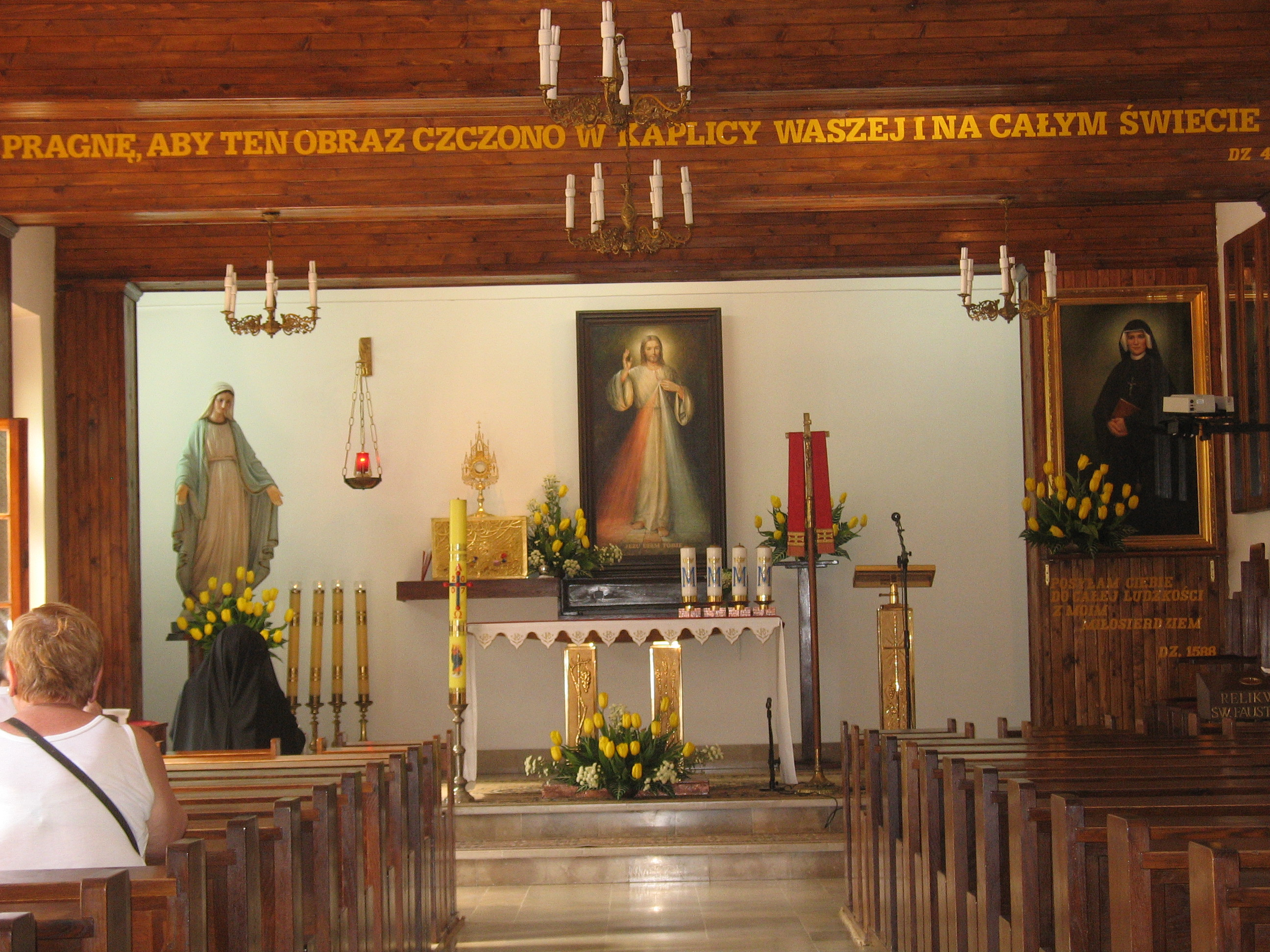
Santuario de Płock.
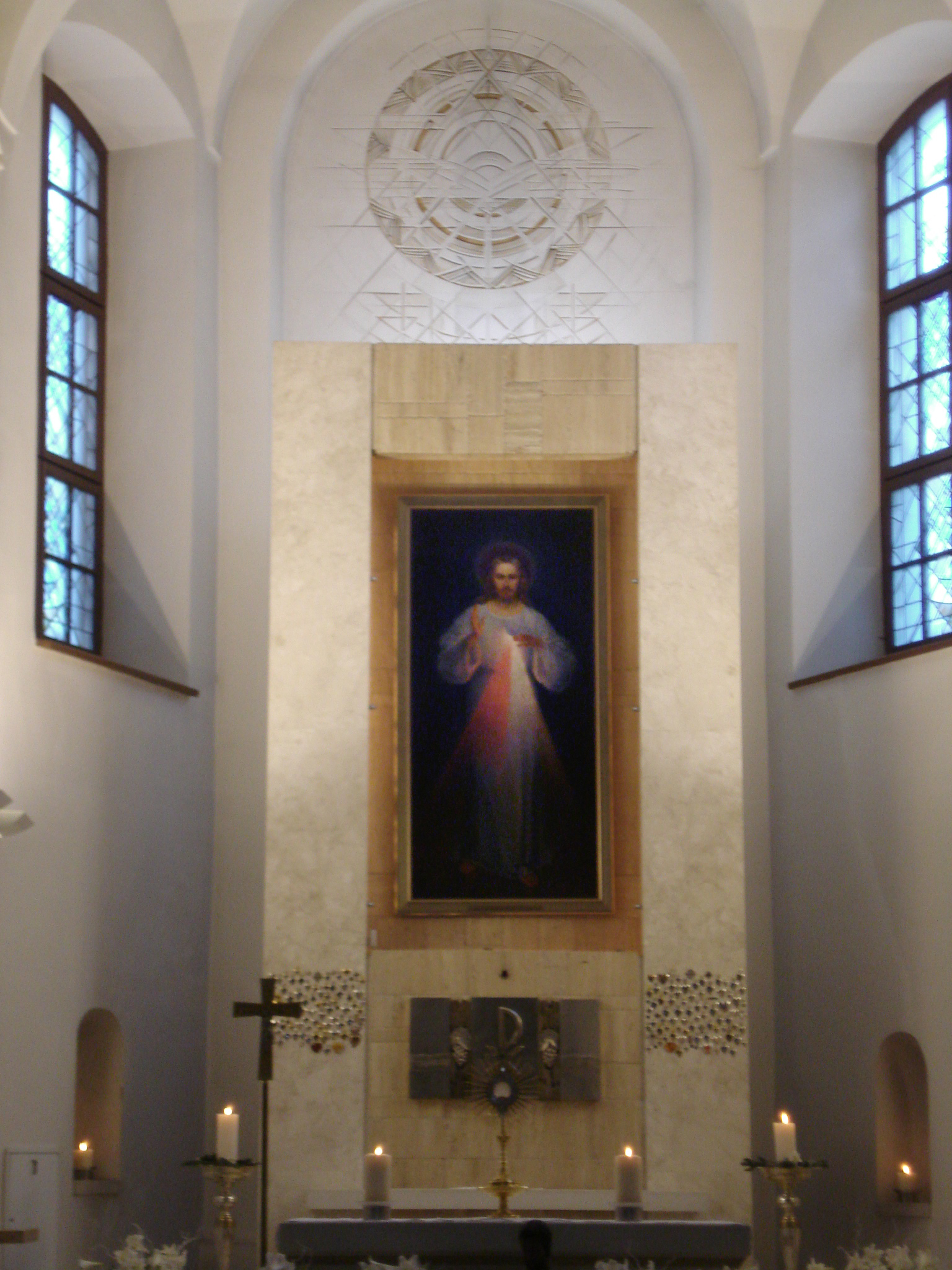
Santuario de Vilna.
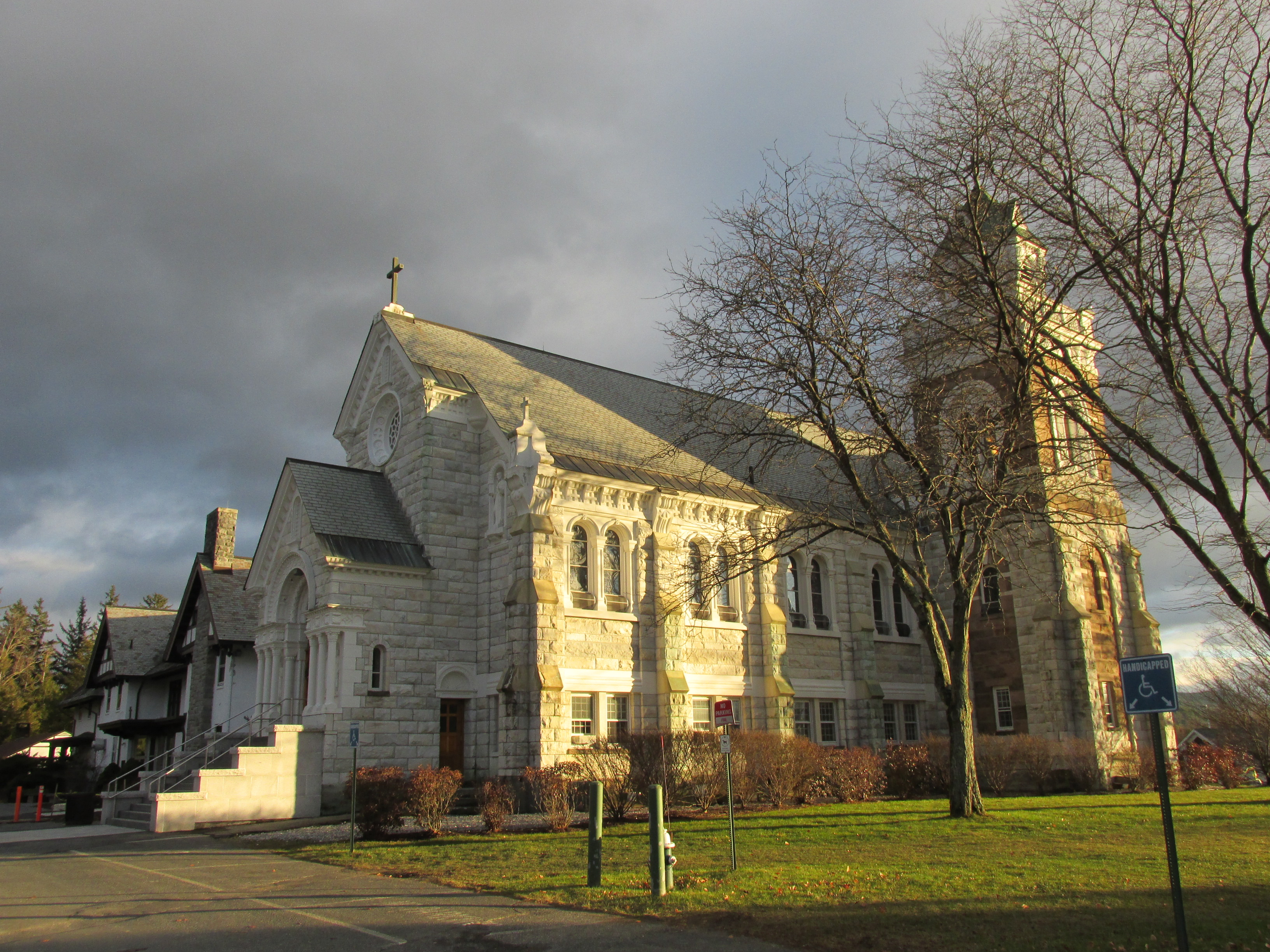
Santuario de Stockbridge (Massachusetts).
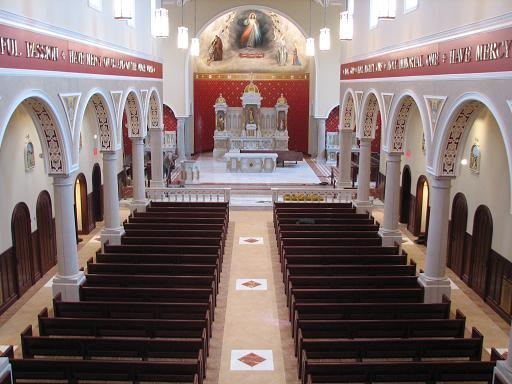
Capilla de los Sacerdotes de la Misericordia.
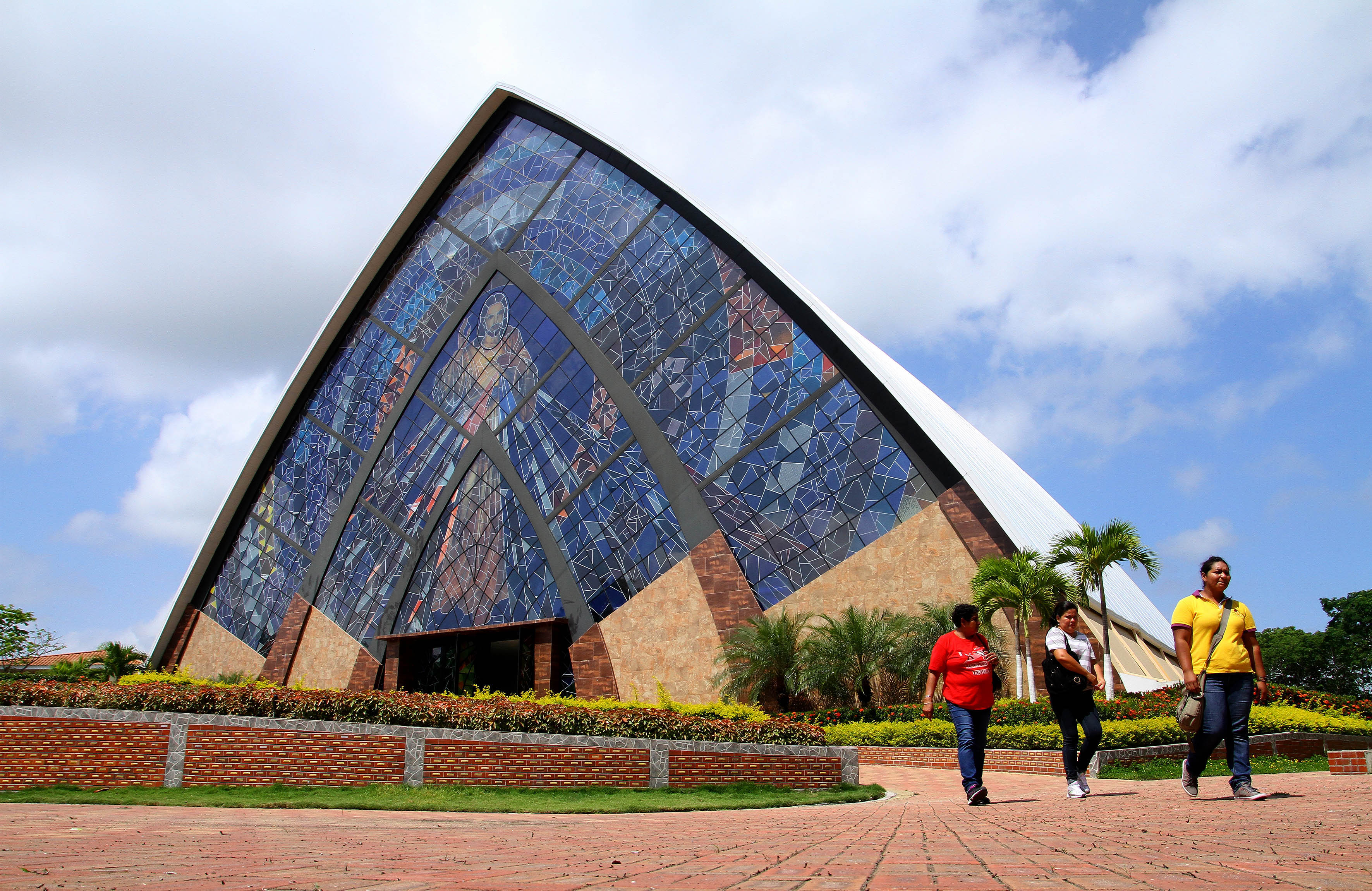
Santuario de la Divina Misericordia de Guayaquil

Santuario de la Divina Misericordia-Plasencia (Diócesis de Plasencia)